# Cynomops
Cynomops (Thomas, 1920) è un genere di pipistrelli della famiglia dei Molossidi.

## Descrizione

### Dimensioni
Al genere Cynomops appartengono pipistrelli di piccole dimensioni, con lunghezza della testa e del corpo tra 50 e 78 mm, la lunghezza dell'avambraccio tra 29,9 e 49 mm, la lunghezza della coda tra 22 e 34 mm e un peso fino a 29 g.

### Caratteristiche craniche e dentarie
Il cranio presenta un rostro corto allo stesso livello della scatola cranica. Gli incisivi superiori sono lunghi e in contatto tra loro alla base. Quelli inferiori sono invece piccoli e bicuspidati. L'ultimo molare superiore è fortemente ridotto.
Sono caratterizzati dalla seguente formula dentaria:

### Aspetto
La pelliccia è corta e soffice. Le parti dorsali variano dal brunastro al nerastro, mentre le parti ventrali sono più chiare. Dei ciuffi di densa peluria sono presenti sulla superficie dorsale degli avambracci. Le orecchie sono piccole, arrotondate, separate tra loro e ripiegate longitudinalmente alla base. L'antitrago è squadrato. Il muso è largo e piatto, mentre le labbra sono lisce, prive di pliche cutanee. La coda è lunga e fuoriesce per meno della metà dall'uropatagio. I maschi sono più grandi delle femmine.

## Distribuzione
Il genere è diffuso in America Centrale e meridionale.

## Tassonomia
Il genere comprende 8 specie.
- Cynomops abrasus
- Cynomops freemani
- Cynomops greenhalli
- Cynomops kuizha
- Cynomops mexicanus
- Cynomops paranus
- Cynomops planirostris
- Cynomops tonkigui